# Kanton Val de Tardoire
Val de Tardoire  is een kanton van het Franse departement Charente. Het kanton maakt deel uit van het arrondissement Angoulême.

In 2019 telde het 21.757  inwoners.

Het kanton werd gevormd ingevolge het decreet van 20 februari 2014 met uitwerking op 22 maart 2015, met La Rochefoucauld-en-Angoumois als hoofdplaats.

## Gemeenten
Het kanton omvatte bij zijn vorming 29 gemeenten.
Op 1 januari 2019 werden de gemeenten La Rochefoucauld en Saint-Projet-Saint-Constant samengevoegd tot de fusiegemeente (commune nouvelle) La Rochefoucauld-en-Angoumois en de gemeenten Rancogne et Vilhonneur samengevoegd tot de fusiegemeente (commune nouvelle) Moulins-sur-Tardoire
Sindsdien omvat het kanton volgende  gemeenten: 
- Agris
- Bunzac
- Charras
- Chazelles
- Coulgens
- Écuras
- Eymouthiers
- Feuillade
- Grassac
- Mainzac
- Marillac-le-Franc
- Marthon
- Montbron
- Moulins-sur-Tardoire
- Orgedeuil
- Pranzac
- Rivières
- La Rochefoucauld-en-Angoumois
- La Rochette
- Rouzède
- Saint-Adjutory
- Saint-Germain-de-Montbron
- Saint-Sornin
- Souffrignac
- Taponnat-Fleurignac
- Vouthon
- Yvrac-et-Malleyrand